# Napomyza schusteri
Napomyza schusteri este o specie de muște din genul Napomyza, familia Agromyzidae, descrisă de Spencer în anul 1981.
Este endemică în California. Conform Catalogue of Life specia Napomyza schusteri nu are subspecii cunoscute.